# Rabštejn nad Střelou (hrad)
Rabštejn nad Střelou je hrad přestavěný na zámek ve stejnojmenném historickém městečku v okrese Plzeň-sever. Založen byl Oldřichem Pluhem z Rabštejna ve třicátých letech čtrnáctého století. V dalších letech se mezi majiteli vystřídala řada šlechtických rodů a po určitou dobu patřil českým králům. Podobu středověkého gotického hradu výrazně ovlivnily vestavby klášterů a budovy barokního zámku. Celý areál je chráněn jako kulturní památka České republiky.

## Historie

### Hrad

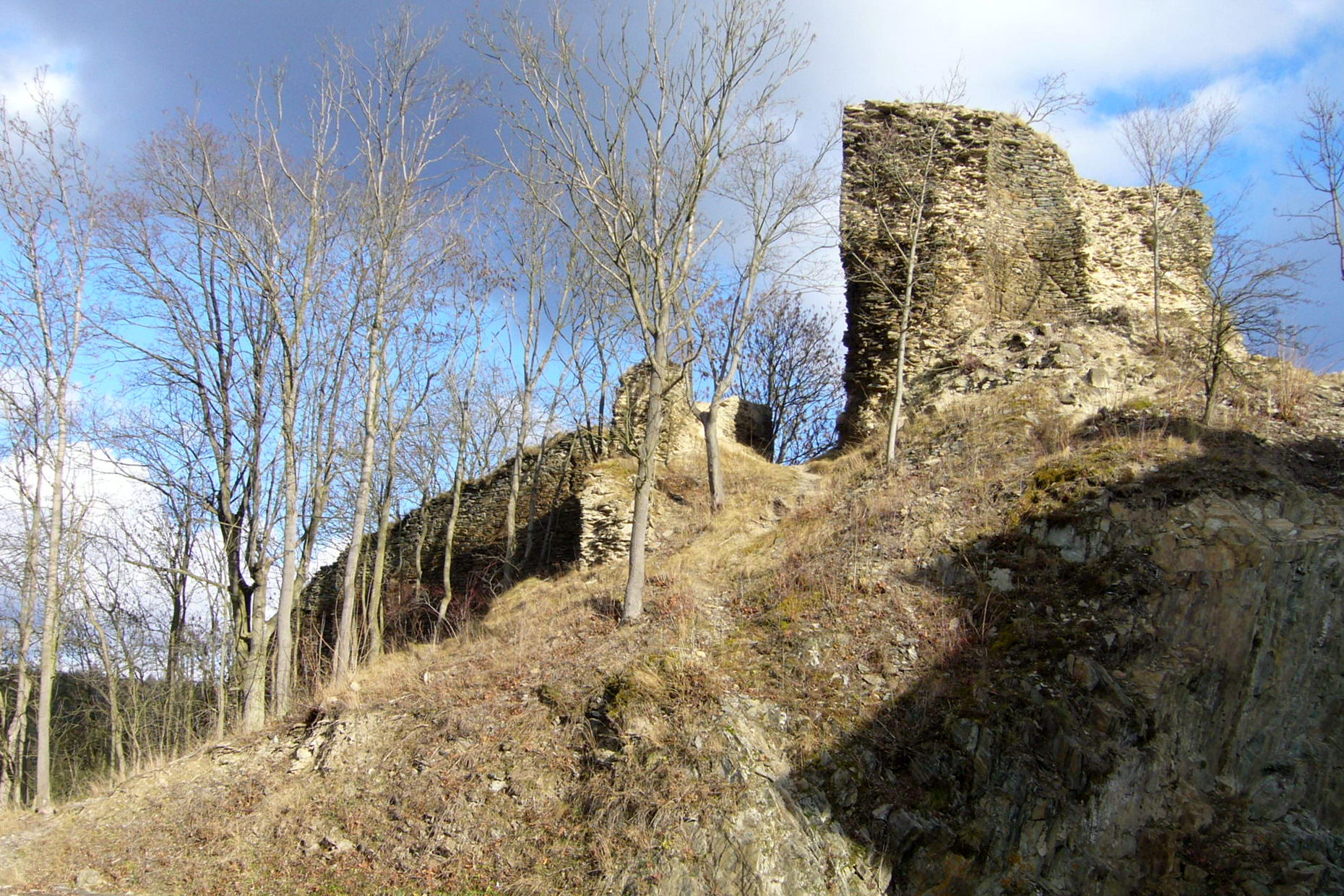
Torzo věže a čelního opevnění

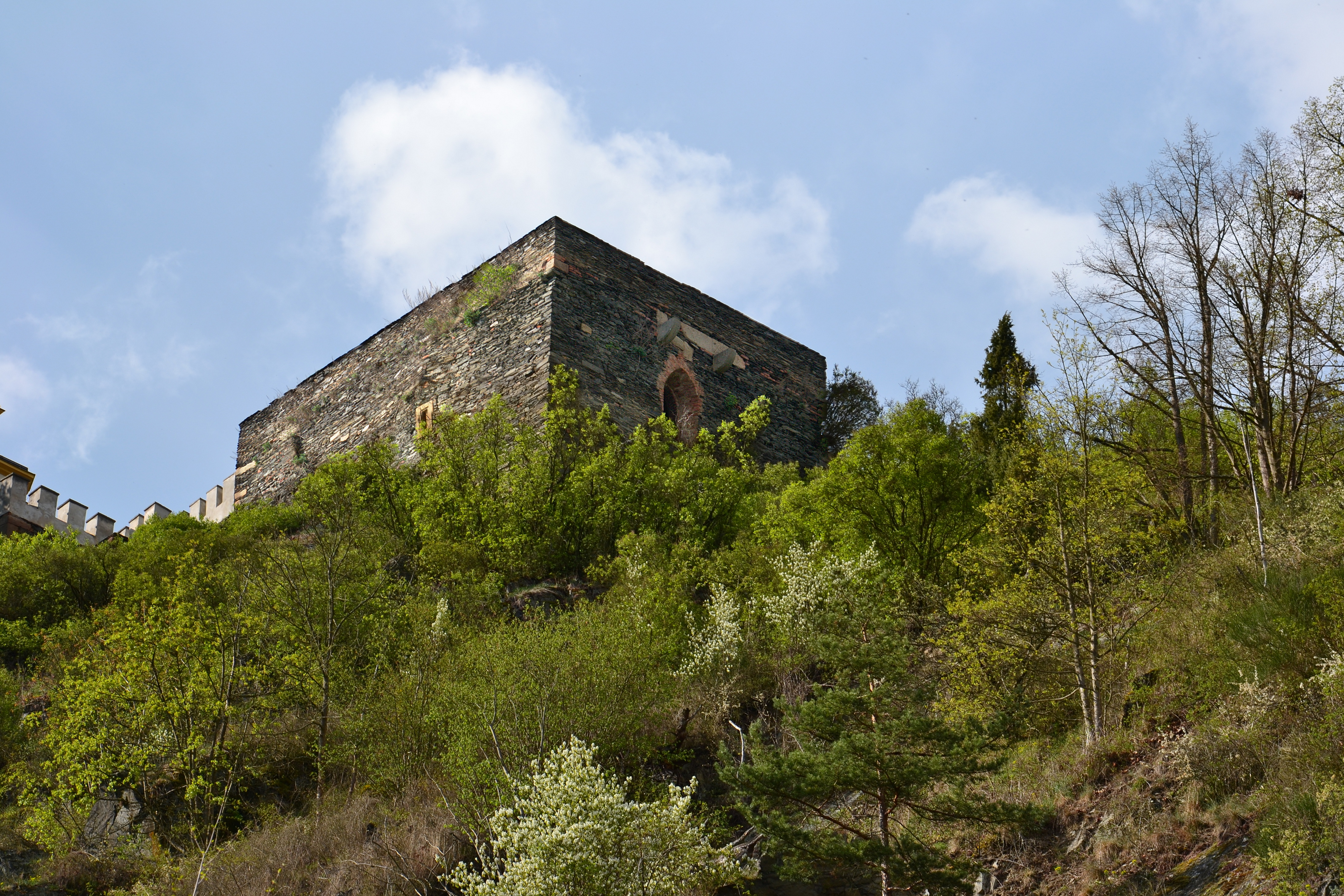
Gotická budova v jihovýchodním cípu hradního areálu

První písemná zmínka o Rabštejně pochází z roku 1269, kdy byl v držení Milhosticů. Hrad s městečkem založil ve třicátých letech čtrnáctého století Oldřich Pluh z Rabštejna. Jeho synové Oldřich, Hynek, Jan a Smil Pluhové z Rabštejna se postavili proti císaři Karlovi IV., který v roce 1357 hrad oblehl. Bratři Pluhové se vzdali a hrad prodali císaři za 3000 kop míšeňských grošů.
Karel IV. nejspíše založil systém manství, ke kterému patřily vesnice Vysočany a dvory v Mezí a zaniklém Čihanově. Panovník na hradě často pobýval a roku 1367 výnosy z něj daroval své manželce Elišce Pomořanské. Rabštejnský purkrabí Jindřich z Rabštejna připomínaný roku 1360 je považován za zakladatele sousedního hradu Sychrova.
V roce 1397 král Václav IV. Rabštejn zastavil Beneši Čertovi z Hořovic za 1600 kop českých grošů. V roce 1419 se hradu zmocnil Jindřich I. z Plavna, který nejprve stál na straně husitů, ale posléze se obrátil proti nim. Kdy se hrad vrátil do majetku potomků Beneše Čerta, není známo, nicméně v roce 1428 se uvádí jako majetek bratrů Buška a Jana Calty z Kamenné Hory. Po Buškově smrti v roce 1433 na hradě vládl jako poručník za nezletilého Jana Caltu Burian z Gutštejna. Po Janově smrti v roce 1464 se jako poručník jeho nezletilých dcer ujal správy panství Burian II. z Gutštejna. K její správě však patrně neměl oprávnění, a proto se dostal do sporu s králem Jiřím z Poděbrad a stal se členem Jednoty zelenohorské. V roce 1483 nechal u hradu postavit klášter karmelitánů, který ale v roce 1532 rabštejnští měšťané vypálili.
V roce 1494 se správy hradu ujal Burianův syn Kryštof z Gutštejna, který se dostal do sporu se Šliky. Jelikož se nedostavil k zemskému soudu, byl odsouzen ke ztrátě hrdla, cti i statků. V roce 1509 proti němu vytáhl král Vladislav II. Jagellonský. Kryštofově žádosti o milost král vyhověl, ale Kryštof musel za trest vydat Točník, Žebrák, Příbram a Rabštejn. Už v roce 1518 hrad od krále Ludvíka Jagellonského získali do zástavy Šlikové. Jako sídlo si jej vybral Lorenc Šlik, který nechal hrad opravit. Po požáru v roce 1532 proběhla další obnova, a přibyla nová stavení. Lorenc však pro dluhy musel rabštejnské panství prodat svému bratrovi Jeronýmu Šlikovi. Ten se v roce 1547 zúčastnil stavovského odboje proti králi Ferdinandovi I. Za to byl potrestán ztrátou Lokte, po které se přestěhoval na Rabštejn, ke kterému přikoupil Manětín. V roce 1556 vše zdědil Jáchym Šlik, nicméně panství měl nadále pouze v zástavě a jeho majitelem zůstával král. Jáchymovi snahy o převedení panství do osobního vlastnictví neuspěly. V roce 1564 se Rabštejn dostal do majetku pánů ze Švamberka, ale ti jej již v roce 1574 postoupili Šebestiánu Šlikovi. O tři roky později Šebestián Šlik vyměnil Rabštejn za Bečov nad Teplou s císařem Rudolfem II. Od císaře v roce 1578 Rabštejn odkoupili Jaroslav Libštejnský z Kolovrat a Jiřík Kokořovec na Šťáhlavech a na Žluticích. Od roku 1584 pak byl zcela v držení Libštejnských z Kolovrat. V roce 1595 se statků ujal Jáchym Libštejnský, který pro účast na stavovském povstání přišel o třetinu majetku.

### Klášter a zámek

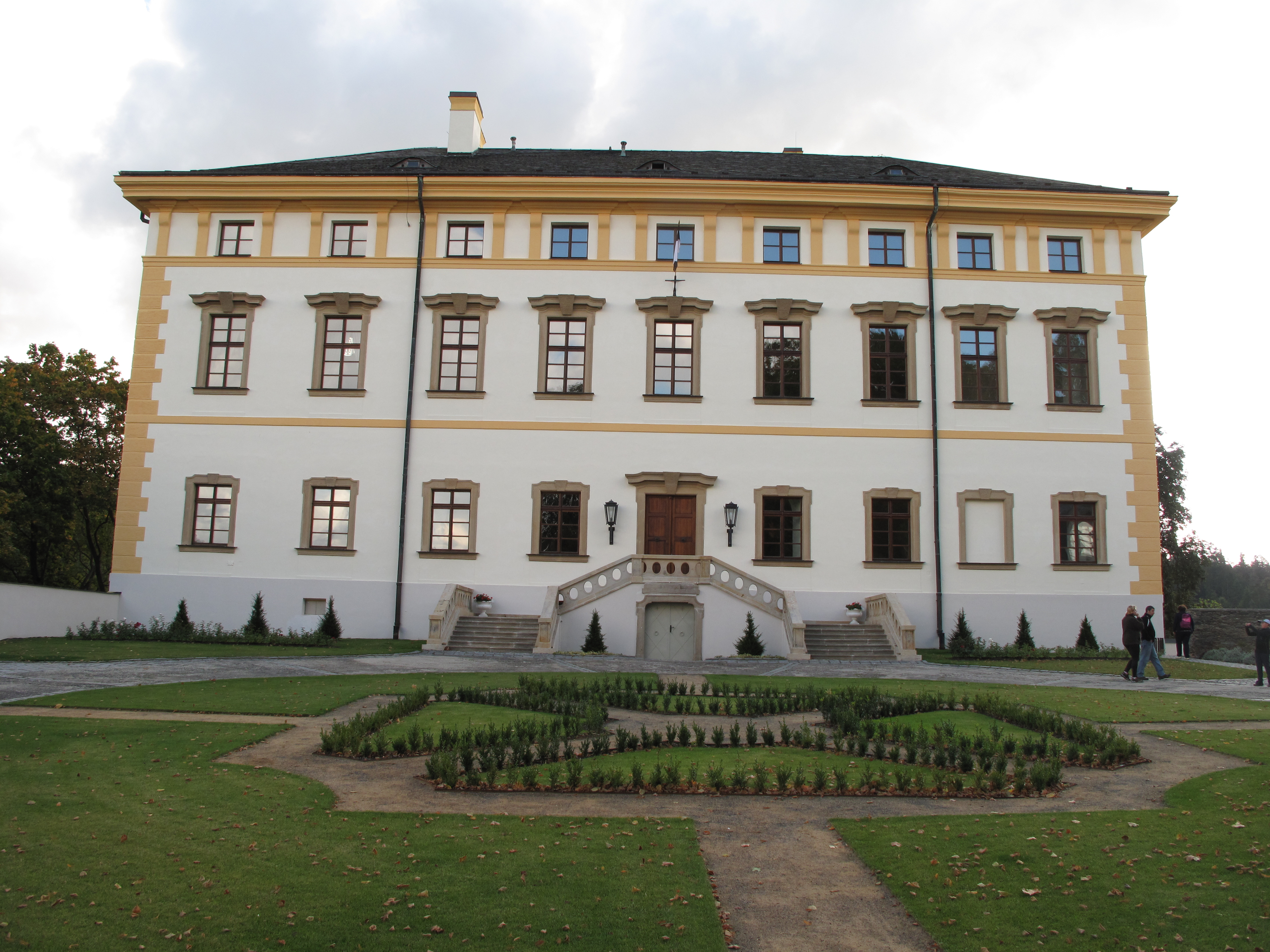
Průčelí barokního zámku

Během těchto období hrad zchátral a postupně se změnil ve zříceninu. V roce 1638 ho získal Leonard Helfried z Meggau, od jehož vnuček jej v roce 1665 koupil hrabě Jan Šebestián z Pöttingu, který nechal v roce 1666 údajně na místě zaniklého karmelitánského kláštera postavit servitský klášter s kostelem Sedmibolestné Panny Marie připisovaným Anselmu Luragovi. K dalšímu rozvoji sídla došlo až v roce 1705, kdy František Karel z Pöttingu přestavil starý hrad na barokní zámek. V roce 1714 zámek za 216 000 zlatých odkoupil František Josef Černín, po jehož smrti jej v roce 1733 získala Anna Barbora Krakovská z Kolovrat, rozená Michnová z Vacínova. Od ní jej v roce 1748 získal Maxmilián Václav Lažanský z Bukové. V držení Lažanských zůstal do roku 1945, kdy jim byl zkonfiskován. Po roce 1945 sloužil zámek i klášter k rekreačním účelům, v jejich držení se vystřídaly například Československá tisková kancelář a společnost Sazka. V současnosti jsou oba památkové areály v soukromém vlastnictví. Klášter je prázdný a nepřístupný, zámek je obvykle turisticky přístupný v letních měsících a slouží také ke svatebním obřadům.

## Stavební podoba

### Hrad
Hrad stál na výrazné ostrožně obtékané řekou Střelou. Jeho rozsáhlý areál na západní straně vymezovala přírodní rozsedlina, která plnila funkci šíjového příkopu a kterou vede silnice do Manětína. Podobu středověkého hradu ani jeho komunikační schéma neznáme, protože byly výrazně změněny mladšími stavbami. Lze však předpokládat, že v západní části vícedílného areálu se nacházelo předhradí, zatímco v nejlépe chráněné východní části stálo hradní jádro, které patřilo k hradům bergfritového typu. Existence okrouhlého bergfritu je doložena na kresbě z roku 1470 a na rytině z roku 1712 od Mauritia Vogta. Z opevnění původního hradu byl také výkopem doložen zasypaný příkop a zeď, které probíhaly v prostoru zahrady před zámkem od odskoku terasy k severozápadnímu nároží konírny.
Nejvýraznějším zbytkem gotického hradu je torzo druhé okrouhlé věže a plášťové hradby v čele areálu. Věž původně vybavená ochozem s cimbuřím stála v plné výšce až do roku 1819, kdy se zřítila. Její pozůstatek dosahuje pouze úrovně přízemí. Důvodem její stavby bylo založení výše položeného hradu Sychrova. Věž vyrovnala výškový rozdíl a umožňovala kontrolu sousedního hradu. Další gotické budovy se dochovaly v úrovních suterénu a přízemí v jihovýchodním cípu areálu. Tvoří jižní stranu posledního nádvoří a napojují se na jihozápadní nároží barokního zámku.

### Zámek
V suterénu zámku s několika valeně zaklenutými místnostmi se dochovalo renesanční zdivo. Barokní jednopatrová budova s podstřešním polopatrem má obdélný půdorys, k jehož východní straně šikmě přiléhá krátké boční křídlo. Fasády jsou členěné pouze mezipatrovými římsami a okny, která jsou v první patře zdobená barokně zalamovanými římsami. Okna v polopatře jsou po obou stranách zdůrazněna konzolovitě zakončenými pilířky. Dovnitř se vchází portálem, ke kterému vede krátké dvouramenné schodiště.

## Galerie

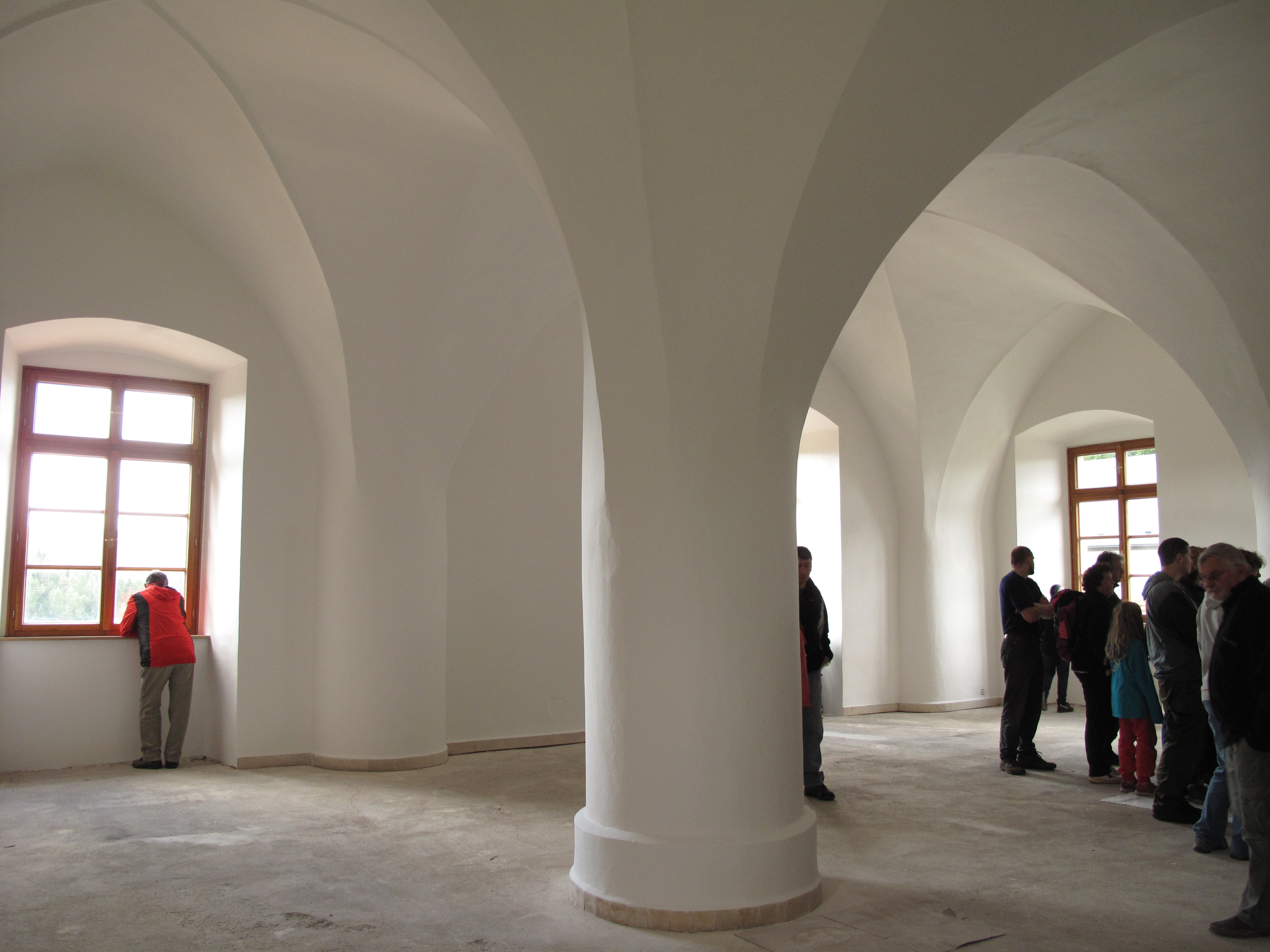
Zámecké klenby
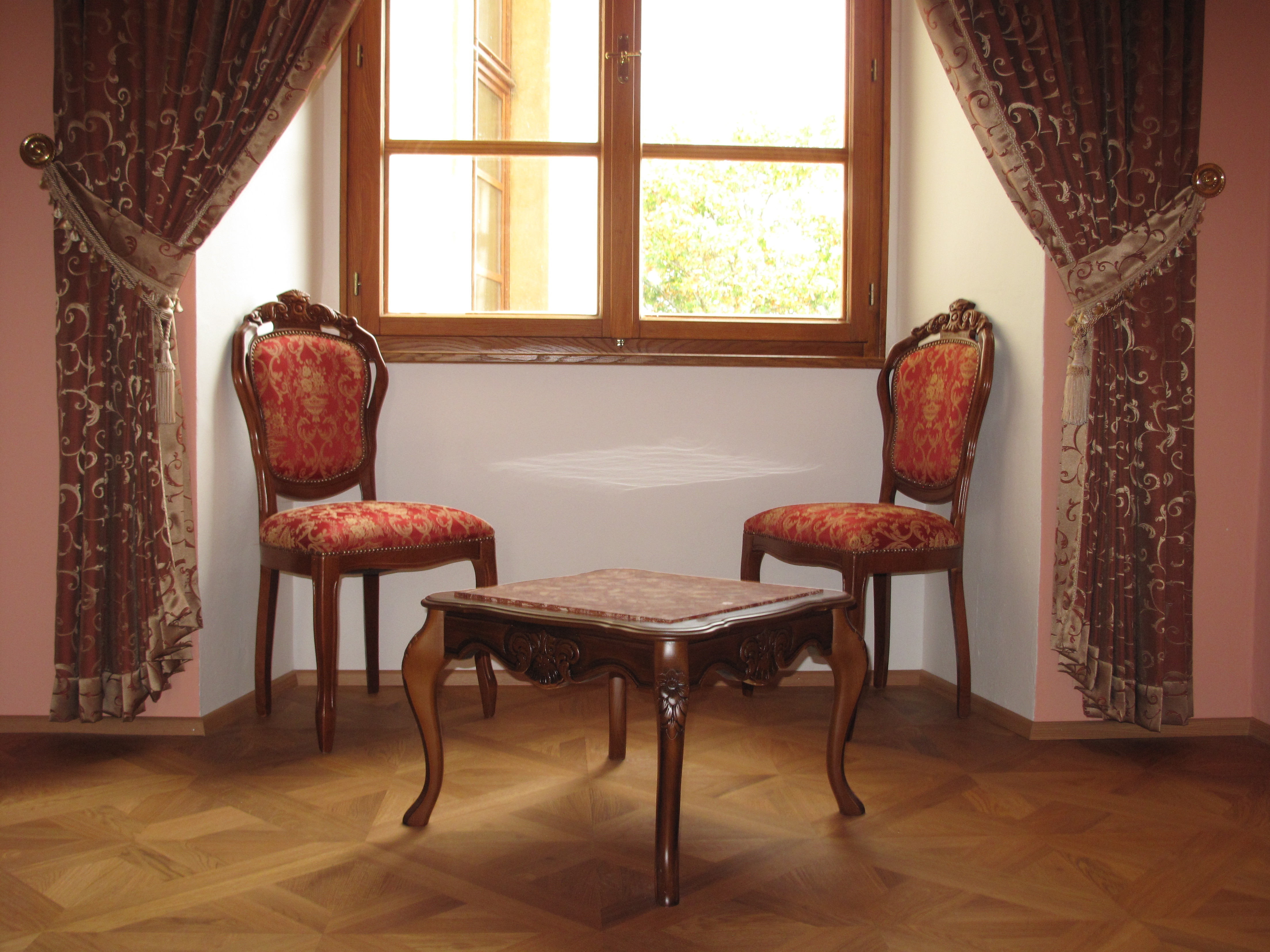
Vybavení zámku
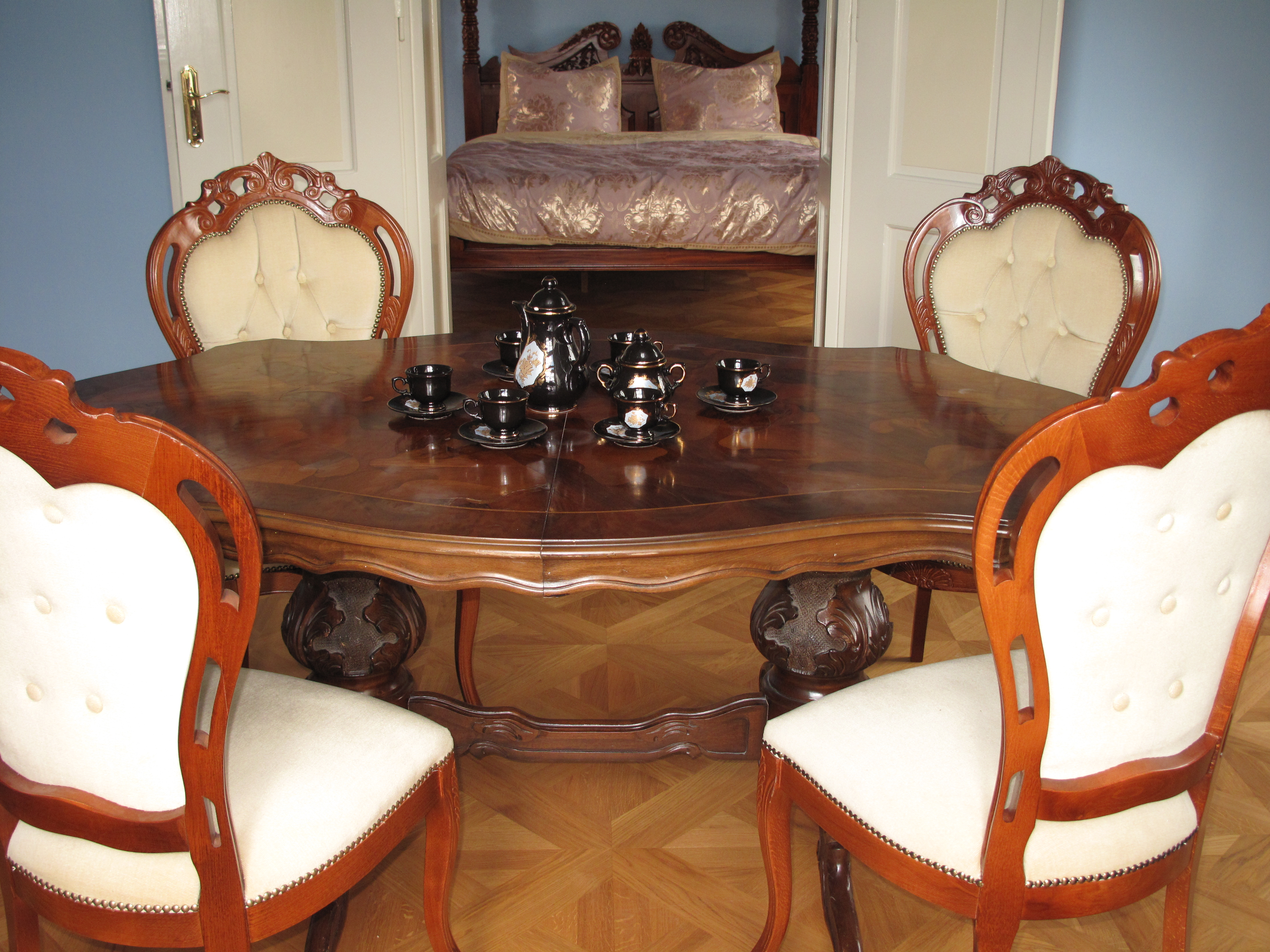
Vybavení zámku
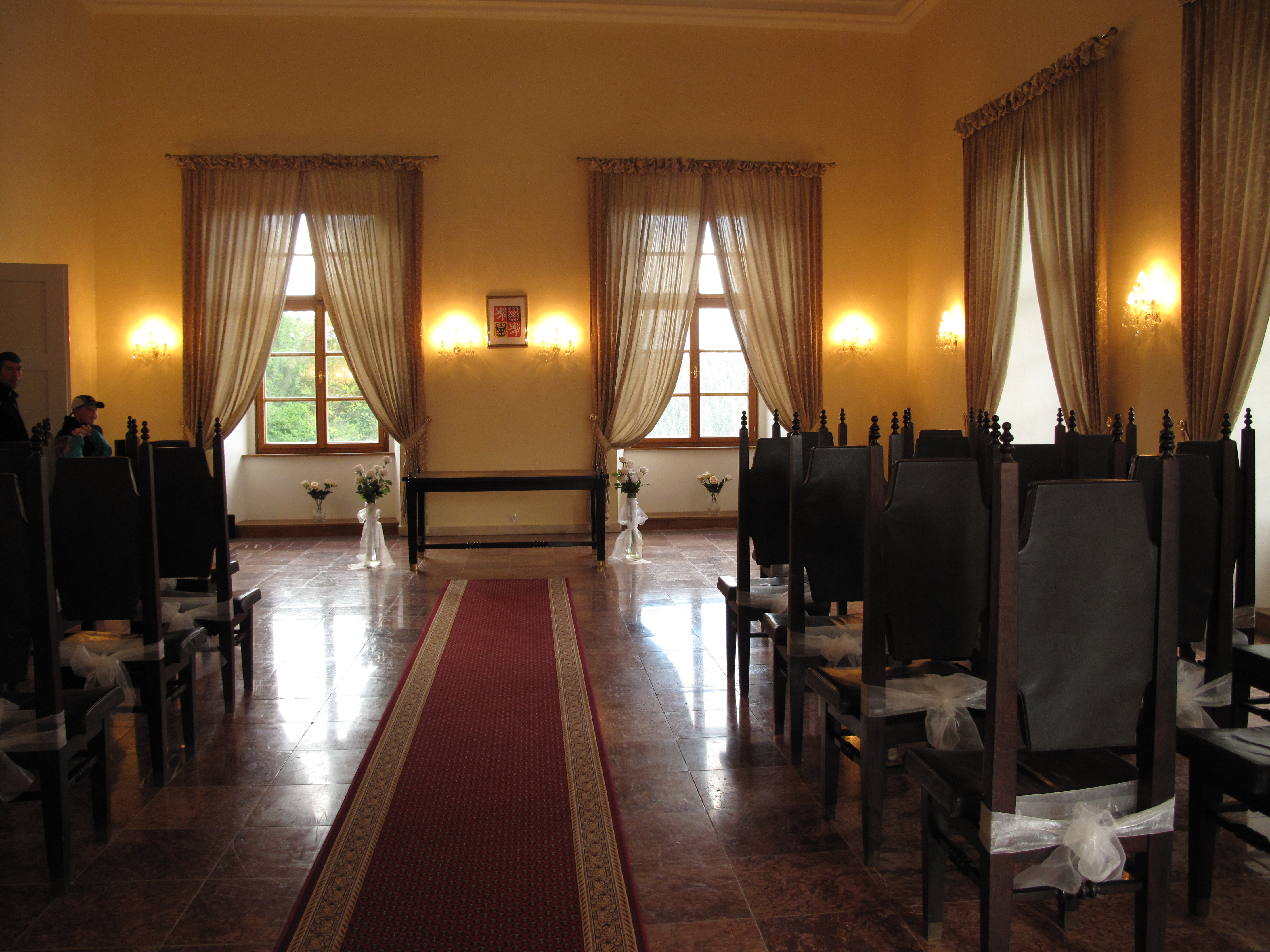
Velký sál
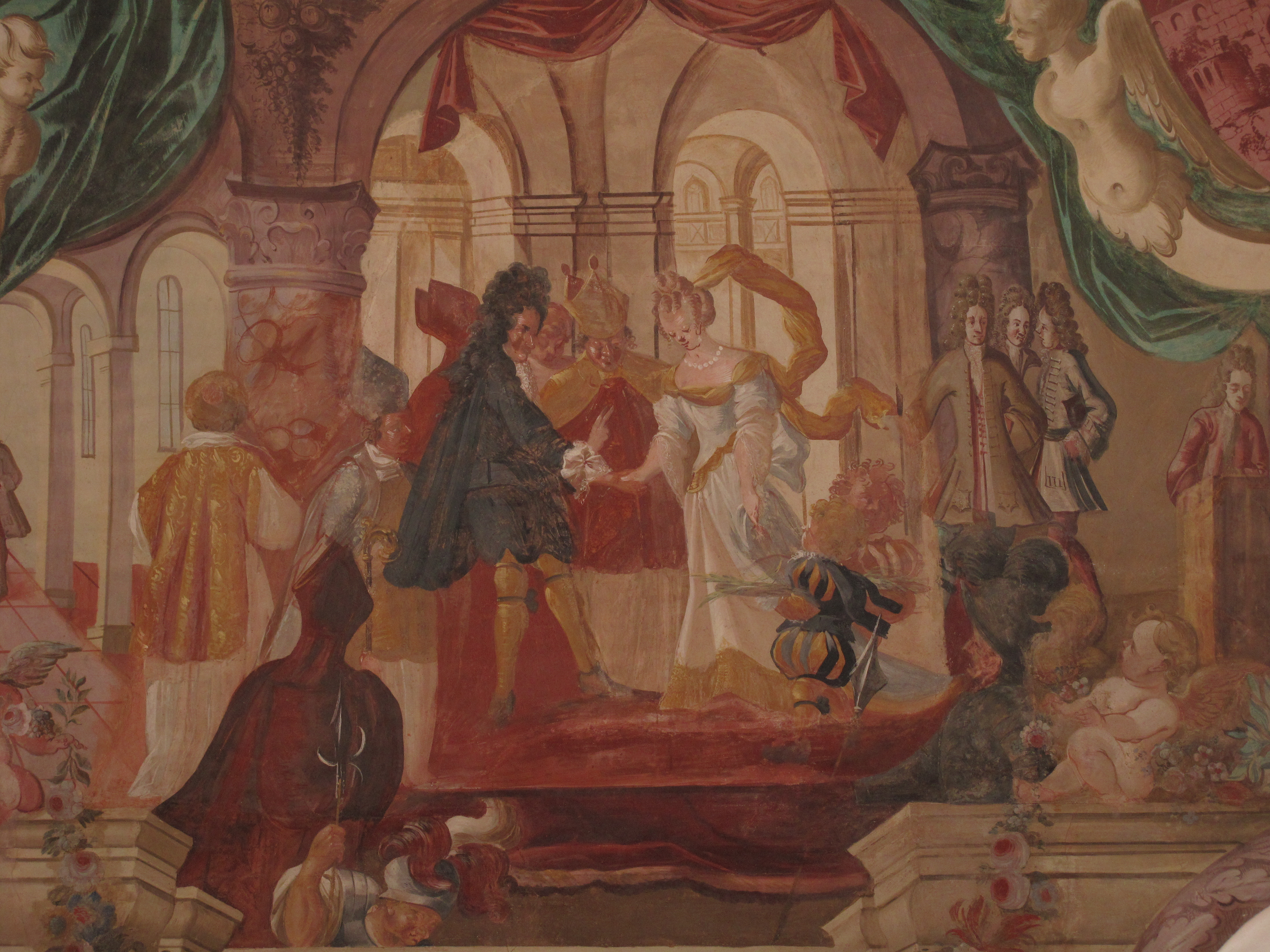
Freska na stropě velkého sálu